# Gate II
Pour plus de détails, voir Fiche technique et Distribution.
The Gate II ou La Fissure 2 au Québec, est un film d'horreur américano-canadien réalisé par Tibor Takács, sorti en 1992.

## Synopsis
Plusieurs années se sont écoulées depuis les événements surnaturels qui se sont déroulés chez Glen, l'ami de Terry. Maintenant adolescent, ce dernier décide de retourner dans la maison en ruines de Glen, qui a quitté la ville, afin d'invoquer quelques divinités anciennes. Une créature de l'enfer se matérialise sous ses yeux. Terry capture le petit « Mignon », aussi laid que vicieux, l'enferme dans une cage, dans sa chambre, et lui demande d'exaucer ses désirs, mais les vœux tournent mal...

## Fiche technique
- Titre original : The Gate II: Trespassers
- Titre canadien : Gate 2: Return to the Nightmare
- Titre français : The Gate 2
- Titre québécois : La Fissure 2
- Réalisation : Tibor Takács
- Scénario : Michael Nankin
- Musique : George Blondheim
- Photographie : Bryan England
- Montage : Ronald Sanders
- Sociétés de production : Vision PDG, Alliance Entertainment, Epic Productions & New Century Vista Film Company
- Société de distribution : Triumph Releasing Corporation
- Pays :  États-Unis
- Langue : Anglais
- Format : Couleur - Ultra Stereo - 1.85:1
- Genre : fantastique
- Durée : 90 minutes
- Classification :
  - PG-13 aux USA ;
  - Video : Sortie en France directement en VHS puis en DVD chez un petit éditeur (C'est une VHS gravé sur DVD qualité image moyen)

## Distribution
- Louis Tripp : Terrence "Terry" Chandl
- Pamela Adlon : Liz
- James Villemaire : John
- Simon Reynolds : Moe
- Neil Munro : Art
- James Kidnie : M. Coleson

## Commentaires
- Il s'agit de la suite de The Gate de 1987
- Le personnage de Terrence "Terry" Chandl jouer par Louis Tripp du premier film revient dans cette suite